# Lerma (Spagna)
Lerma è un comune spagnolo di 2 596 abitanti situato nella comunità autonoma di Castiglia e León.

## Località
Il comune comprende le seguenti località:
- Lerma (capoluogo)
- Castrillo de Solarana
- Rabé de los Escuderos
- Revilla Cabriada
- Ruyales del Agua
- Santillán del Agua
- Villoviado